# ヤン・クフタ
ヤン・クフタ（Jan Kuchta、1997年1月8日 - ）は、チェコ・リベレツ出身のサッカー選手。ACスパルタ・プラハ所属。ポジションはフォワード。チェコ代表。

## クラブ経歴
SKスラヴィア・プラハの下部組織出身。2015-16シーズンに同クラブでプロデビューを果たし、デビュー後は合計5つの国内クラブへレンタル移籍を繰り返した。
2020年2月22日、期限付き移籍で加入していたFCスロヴァン・リベレツへ完全移籍した。
2020年7月23日、4年契約でSKスラヴィア・プラハへ買い戻された。2020-21シーズンにはチェコ1部リーグの舞台で15得点を挙げ、アダム・フロジェクと共にリーグ得点王に輝いた。
2022年1月17日、ロシアのFCロコモティフ・モスクワへ移籍し、4年契約を結んだ。
2022年6月28日、2022-23シーズンは母国ACスパルタ・プラハへレンタル移籍されることが決定した。同シーズンはリーグ戦で14得点を挙げてクラブのリーグ優勝に貢献すると、シーズン終了後に完全移籍が発表された。

## 代表経歴
2021年10月8日、2022 FIFAワールドカップ・予選のウェールズ代表戦にてチェコ代表デビューを飾った。
2023年11月19日、試合前日に夜遊びをしたことで、ヤクブ・ブラベツ、ヴラディミール・ツォウファルと共に代表を追放された。

## タイトル

### クラブ
スラヴィア・プラハ
- チェコ1部リーグ : 1回 (2020-21)
- チェコ・カップ : 1回 (2020-21)

スパルタ・プラハ
- チェコ1部リーグ : 1回 (2022-23)

### 個人
- チェコ1部リーグ得点王 : 1回 (2020-21)